# Megatarsodes baltealis
Megatarsodes baltealis is een vlinder uit de familie grasmotten (Crambidae). De wetenschappelijke naam van deze soort is voor het eerst geldig gepubliceerd in 1881 door Mabille.
De soort komt voor in tropisch Afrika.